# Mistyka chrześcijańska

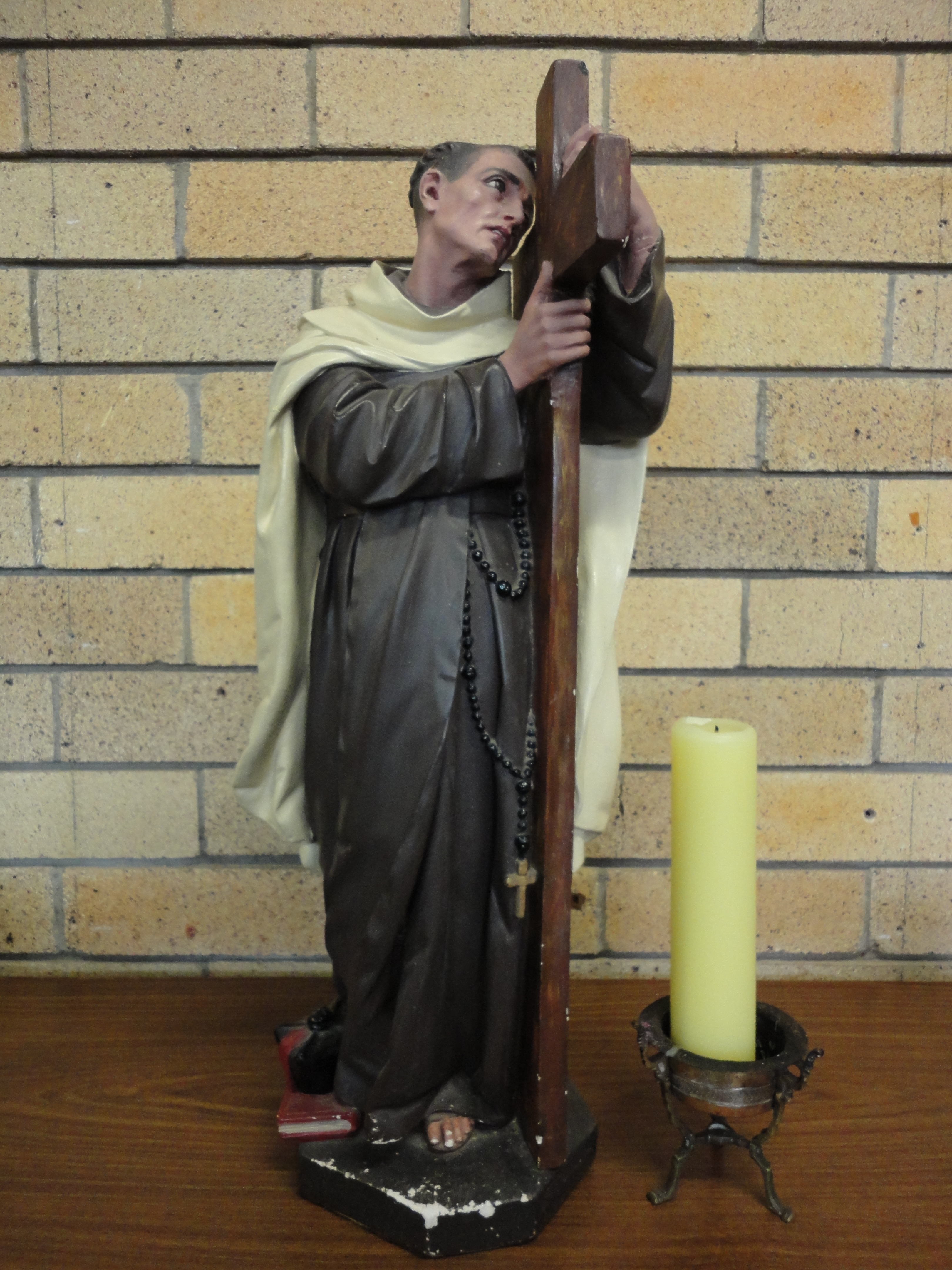
Figurka karmelity Jana od Krzyża (zm. 1591). Jego pisma, np. Droga na Górę Karmel, należą do klasyki mistyki chrześcijańskiej.

Mistyka w chrześcijaństwie – droga duchowa człowieka do osiągnięcia, poprzez wiarę, bezpośredniego spotkania z Bogiem już w życiu doczesnym oraz samo spotkanie z Bogiem, jako zwieńczenie tej drogi, nazywane zjednoczeniem mistycznym (łac.) unio mystica. Pod terminem mistyka rozumie się również systematykę, tzn. opis doświadczenia mistycznego i refleksję teologiczną nad nim.

## Termin
Początki tego terminu można odnaleźć w starożytności – na styku hellenizmu i chrześcijaństwa. Do średniowiecza występował on jedynie w formie przymiotnikowej: „mistyczny”. Rzeczownik mistyka pojawił się w XVII w. Słowo to, podobnie jak mistycyzm, zostało wzięte z j. greckiego. Wyraz μυστικός (mystikos) pochodzi od μύω (myo) zamykać, np. zamykać usta. W starożytnej Grecji używane było w odniesieniu do misteriów – określało tajemnicę ceremonii wtajemniczenia.
W chrześcijaństwie starożytnym stosowano je w odniesieniu do Pisma Świętego, liturgii i osobistego życia wiary.
Uznaje się, że chrześcijańskie znaczenie terminowi mistyczny jako pierwsi zaczęli nadawać Klemens Aleksandryjski w Kobiercach i Orygenes. Ci Aleksandryjczycy używali go dla określenia alegorycznego i duchowego znaczenia Biblii, hermeneutyki mistycznej: την μυστικήν ἑρμηνείαν (ten mystiken hermeneian). Poszukiwanie tego duchowego sensu stanowi mistyczną drogę prowadzącą do oświecenia. Według Orygenesa wzorem duchowej drogi każdego człowieka było wyjście z niewoli „świata” do wolności Boskiej, którego archetypem było wyjście z Egiptu narodu wybranego prowadzonego przez Mojżesza.
W liturgii Eucharystię określano jako ucztę mistyczną, ołtarz jako stół mistyczny, a chleb eucharystyczny – chleb mistyczny. Często także chrzest określano jako mistyczne narodziny. Święty Grzegorz z Nyssy określił ochrzczonych odrodzonymi przez mistyczną ekonomię. Katechumenat był okresem wtajemniczenia w doświadczenie wiary (mistagogia). Kandydat na chrześcijanina czyli katechumen, przechodził od zewnętrznej tylko znajomości prawd wiary do wewnętrznego ich zrozumienia.
M. in. u Orygenesa termin mistyczny stał się też określeniem duchowego poznania Boga. Klasycznym autorem, który miał później ogromny wpływ na średniowieczną duchowość, był Pseudo-Dionizy Areopagita.
Pisał on m.in.:

Nasz znakomity (...) posiadł już nie tylko wiedzę o Bogu, ale i doświadczył rzeczy boskich, i przez wewnętrzną z nimi więź osiągnął – co należałoby powiedzieć – stan takiej z nimi łączności i wiary w nie, jakiego nie uzyskuje się uczonością, lecz przez mistyczne obcowanie z Bogiem. (Pisma teologiczne t. 1)

W XVI w. tradycję tę podjął Jan od Krzyża:

Gdy Bóg sam bezpośrednio nawiedza duszę (...) wtedy majestat Boży przebywa substancjalnie w duszy... Te udzielania się, jakie sam Bóg powoduje, są całkowicie boskie i nadprzyrodzone. Są to jakby substancjalne dotknięcia w boskim zjednoczeniu duszy i Boga. (Noc ciemna)

## Specyfika mistyki chrześcijańskiej
Wbrew opiniom obiegowym, doświadczenie mistyczne w chrześcijaństwie jest czymś dość powszechnym. Oblicza się, że w samej historii Kościoła w Hiszpanii znanych jest z imienia ok. sześciu tys. mistyczek i mistyków. Według klasycznej definicji franciszkańskiego teologa średniowiecznego Bonawentury z Bagnoregio (1217–1274), mistyka to poznanie Boga poprzez osobiste doświadczenie – cognitio Dei experimentalis, wynikające z faktu, że Boga poznajemy nie tylko przez refleksję teologiczną czy filozoficzną, lecz także przez wiedzę płynącą z doświadczenia wiary.
Mistyka w chrześcijaństwie to doświadczenie duchowe tajemniczego działania łaski otrzymanej we chrzcie, które prowadzi do wejścia w obecność Boga i jedności z Nim. Doświadczenie to urzeczywistnia się na mocy darów Ducha Świętego i cnót teologalnych, przede wszystkim wewnętrznie, „na dnie duszy”. Wyraża się ono czasem także tzw. nadzwyczajnymi łaskami, objawiającymi się zewnętrznie, jak stygmaty, bilokacja czy lewitacja.
Mistycy chrześcijańscy z zasady nie są „wyizolowani” od rzeczywistości zewnętrznej, doświadczenie bliskości Boga zbliża ich do świata. Pamiętając o tajemnicy Wcielenia nie są obojętni na problemy ludzi.
Mistyka chrześcijańska dzieli się zasadniczo na dwa nurty: zachodni i wschodni.

## Historia
Za podstawowy fakt leżący u źródeł chrześcijańskiej mistyki uważa się nawrócenie św. Pawła opisane w Dziejach Apostolskich, rozdz. 9,1-19 oraz 22,5-16 i 26, 9-18.
Ramy chrześcijańskiej mistyce pierwszych dwóch wieków nadała duchowość judaizmu. B. McGinn nazwał to matrycą żydowską, w której centrum były słowo Boże – wydarzenie Boga mówiącego do swego ludu, a także wrażliwość apokaliptyczna. Wkrótce do źródeł inspirujących duchowość mistyczną Kościoła dołączył grecki ideał kontemplacyjny. Wśród ważniejszych autorów, którzy dali początek refleksji mistycznej, byli Filon z Aleksandrii, Orygenes i Klemens Aleksandryjski, a także Ewagriusz z Pontu. Szczególnym środowiskiem, w którym rozwinęła się mistyka wczesnochrześcijańska, był ruch mnichów pustyni, tzw. ojców pustyni.
W późniejszych wiekach duchowości Wschodu i Zachodu nabrały swoich odrębnych specyfik.

### Mistyka zachodniego chrześcijaństwa
U początków zachodniej mistyki stoi duchowość chrześcijaństwa łacińskiego, inspirowanego chrześcijańskim neoplatonizmem, reprezentowanym np. przez Mariusza Wiktoryna(III/IV w.) oraz dziewictwem jako duchowym ideałem. Do najważniejszych autorów należeli Hilary z Poitiers, Ambroży z Mediolanu, Hieronim ze Strydonu i Jan Kasjan. Jednak za faktycznego ojca zachodniej mistyki – jak wykazał m.in. B. McGinn – należy uznać Augustyna (IV/V w.), biskupa Hippony i doktora Kościoła. Położył on fundament pod późniejszą refleksję nad doświadczeniem mistycznym poprzez:
1. nauczanie o wstępowaniu duszy do kontemplacyjnego i ekstatycznego doświadczenia obecności Boga,
2. przekonanie, że warunek możliwości takiego doświadczenia tkwi w naturze osoby ludzkiej jako obrazie Trójjedynego Boga,
3. nauczanie o koniecznej roli Chrystusa i Kościoła w osiąganiu owego doświadczenia[14].

W średniowieczu jedną z bardziej znaczących postaci w historii mistyki chrześcijańskiej był Bernard z Clairvaux (1090–1153). Opat cystersów z Clairvaux zapoczątkował nurt mistyki chrześcijańskiej zwany mistyką spekulatywną, lub „mistyką oblubieńczą”, gdyż jej centralnym tematem była miłość Boga i człowieka opisywana w biblijnej Pieśni nad pieśniami. Papież Pius XII pisał o nim w encyklice Doctor Mellifluus. Refleksja mistyczna tego autora skupia się wokół więzi miłości z Chrystusem jako Słowem Wcielonym. Bernard przyrównuje tę więź do małżeństwa. Jej najwyższym stopniem jest taki stan zjednoczenia woli z wolą Ukochanego, że osoba zaczyna tego samego chcieć i tego samego nie chcieć – idem velle, idem nolle:

Czegóż można pragnąć bardziej niż takiej miłości, która sprawia, że nie znajdując zaspokojenia w ludzkim nauczaniu, na ślepo, z ufnością przybiegasz, duszo, do Słowa, mocno do Słowa się tulisz, czule się ze Słowem zapoznajesz i o wszystko Je pytasz – ile zdolna pojąć, tyle śmiała pożądać? Przecież to naprawdę duchowy i święty związek małżeński! Mało, mówię, związek – to zespolenie. Rzeczywiste zespolenie, w którym chcenie tego samego i tego samego niechcenie czyni z dwojga jednego ducha. I nie trzeba się lękać, że nierówność osób zakłóci w jakiś sposób zbieżność tych woli – przecież miłość nie wie, co to wzajemny lęk. (Komentarz do Pieśni nad Pieśniami 83,3)

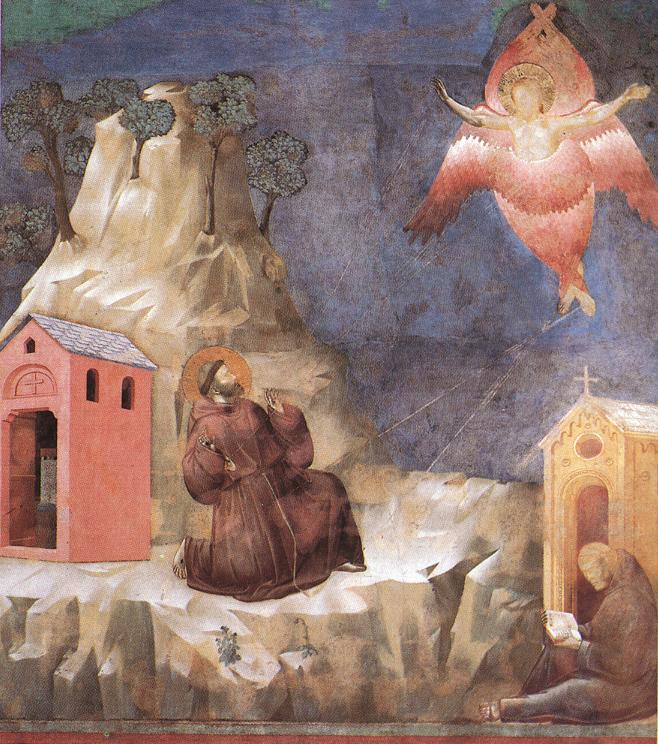
Stygmatyzacja św. Franciszka, fresk Giotta, XIII w.

We wczesnym średniowieczu wpływ na rozwój mistyki chrześcijańskiej miały działalność i nauczanie papieża Grzegorza Wielkiego oraz benedyktyna Bedy Czcigodnego. Wielką rolę odegrały również: rozwój chrześcijaństwa celtyckiego i anglosaskiego. Uwidoczniło się to przede wszystkim w dziełach Jana Szkota Eriugeny i renesansie karolińskim. Pełne średniowiecze stało się czasem rozkwitu praktyki i teorii duchowości mistycznej w związku z rozwojem nowych zakonów monastycznych. Do najważniejszych postaci, które odegrały czołową rolę w rozwoju mistyki, należą: kartuz Gwidon II, Hildegarda z Bingen, Bernard z Clairvaux oraz przedstawiciele tzw. Szkoły św. Wiktora. Na okres ten przypada również wzrost pietyzmu wśród świeckich. W późnym średniowieczu nastąpiło spięcie pomiędzy szkołami dominikańską i franciszkańską – był to konflikt między dwoma typami duchowości, wywodzącymi się od dwóch mistyków: Dominika Guzmána i Franciszka z Asyżu. Do wielkich przedstawicieli szkoły franciszkańskiej należą: Antoni z Padwy, Bonawentura z Bagnoregio, Jacopone z Todi, Klara z Asyżu, Aniela z Foligno, Małgorzata z Kortony i Kamila Baptysta Varano. W historiografii mistycyzmu średniowiecznego wyróżnia się też grupy mistyków związane z konkretnymi regionami geograficznymi: mistyka nadreńska (Mistrz Eckhart, Johannes Tauler, Heinrich Seuse), niderlandzka (Jan Ruysbroeck), angielska (Richard Rolle, Walter Hilton). Późne średniowiecze wydało również takie postaci mistycyzmu italskiego, jak: Katarzyna ze Sieny i Katarzyna z Genui. W średniowieczu nastąpił też stopniowy rozwój devotio moderna, powstały takie dzieła mistyczne, jak: Itinerarium mentis in Deum (XIII w.), De triplici via (XIII w.), Chmura niewiedzy (XIV w.), O naśladowaniu Chrystusa (XV w.).
Okres szczególnego rozkwitu życia mistycznego w chrześcijaństwie zachodnim przypadł na wieki XII–XVI:
- mistyka angielska: Chmura niewiedzy, Julianna z Norwich
- mistyka nadreńska: Eckhart, Jan Tauler, Henryk Suso
- Średniowieczna mistyka hiszpańska oraz mistyka karmelitańska: Jan od Krzyża, Teresa z Ávili
- mistyka włoska: Franciszek z Asyżu, Bonawentura z Bagnoregio, Aniela z Foligno.

### Mistyka wschodniego chrześcijaństwa
Typowa dla wschodniego prawosławnego chrześcijaństwa tradycja teologiczna zawsze traktowała teologię systematyczną i mistyczną jako jedną całość. Każdy dział teologii jest mistyczny, odsłania bowiem tajemnice Boże. Prawosławie nie stawia również rozgraniczenia między prywatnym doświadczeniem tajemnic Boga a dogmatem stwierdzonym przez Kościół. Celem poznania teologicznego jest zjednoczenie z Bogiem, czyli przebóstwienie (gr. theosis). Szczególnie wyraźnie wyraża to podejście prawosławia do liturgii. Jak zwrócił uwagę Siergiej Bułgakow, założeniem całej liturgii prawosławnej jest mistyczny realizm, czyli nie tylko wspomina ona wydarzenia związane z życiem Chrystusa, Matki Bożej i świętych, ale zawiera ich realność. Dzięki temu uczestnicy liturgii, na miarę ich wzrostu duchowego, stają się uczestnikami rzeczy świata niewidzialnego.
Ponieważ droga zjednoczenia mistycznego zawsze jest tajemnicą Boga i duszy, w Prawosławiu unika się publicznego relacjonowania życia wewnętrznego. Stąd także indywidualne doświadczenie wielkich mistyków prawosławia pozostało, poza kilkoma wyjątkami, ich osobistą tajemnicą.

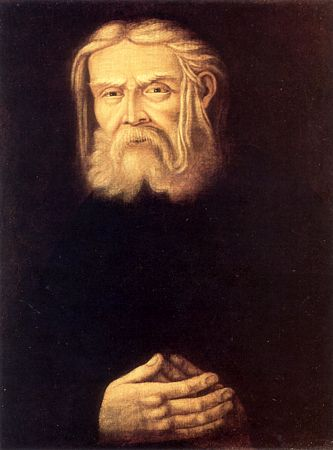
XIX w. portret Serfina Sarowskiego. Jego ascetyczne życie, obfitujące w niezwykłe mistyczne doświadczenia, m.in. dostrzegane przez niektórych świadków przemienienie twarzy w „jaśniejsze od słońca”, stało się istotnym elementem legendy Świętej Rusi.

Do rozwoju mistyki prawosławnej w znacznym stopniu przyczynił się nurt hezychazmu. Jego głównym ośrodkiem była góra Athos. Mistycy pisali jednak mało. Klasycznymi dziełami są traktaty św. Grzegorza Palamasa oraz traktaty mistyczne św. Symeona Nowego Teologa. Powstał też wybór tekstów ascetycznych Filokalie (ros. Dobrotolubije). Pisma Grzegorza Palamasa dostarczyły teologicznych argumentów za hezychazmem. Dzięki nim został on oficjalnie uznany za zgodny z nauką Kościoła prawosławnego. W XIX w. z Athosu duchowość ta rozprzestrzeniła się na całe Bałkany i Ruś. Jednym z duchowych starców, którzy w XV w. w Rosji rozpropagowali modlitwę serca był Nił Sorski.
Z kolei w okresie wojen napoleońskich, na przełomie XVIII i XIX w., Serafin z Sarowa, jako ten, który „przyniósł jasne objawienie Ducha Świętego”, stał się w Rosji niepodważalnym autorytetem w dziedzinie modlitwy mistycznej. Zachowały się jego rozmowy z Mikołajem Motowiłowem.
Droga mistyki prawosławnej ma charakter liturgiczny. Dokonuje się w ramach wspólnej modlitwy, liturgii i pracy. Istotę owocu życia mistycznego wyraził św. Maksym Wyznawca, według którego mistykiem jest ten, w kim najlepiej objawia się narodzenie Chrystusa (Wyjaśnienie Modlitwy Pańskiej / Orationis Dominicae brevis expositio).

## Mistyczne zjednoczenie z Chrystusem według Jana Kalwina
Według nauczania jednego z ojców reformacji Jana Kalwina, zawartego w jego podstawowym dziele Institutio religionis christianae (Ustanowienie religii chrześcijańskiej), teologia nie jest sprawą wiedzy i rozumu, lecz mądrości i serca. Przy czym serce rozumiał nie jako siedlisko uczuć, lecz duchowo i moralnie najgłębszy i wszechogarniający ośrodek ludzkiego istnienia, z którego tryska źródło życia (Przyp.4,23). Źródłem mądrości zaś jest pobożność (łac. pietas), której istotą jest unia mistyczna z Chrystusem. Jest ona według wielu współczesnych kalwińskich teologów jednym z najistotniejszych elementów całej refleksji teologicznej Kalwina. Polega ona nie na wewnętrznym doświadczeniu, lecz na panowaniu Chrystusa w ludzkiej duszy. Chrześcijanin łączy się nie z całą bosko-ludzką osobą Chrystusa, lecz z jego człowieczeństwem. Nie jest to połączenie ontologiczne, lecz historyczne, etyczne i osobiste, egzystencjalne. Nie chodzi o złączenie i przemieszanie substancji człowieka i Chrystusa (łac. crassa mixtura). Chrześcijanin nie uczestniczy więc w istocie i naturze Chrystusa. Duch Święty jednak łączy go z Nim tak ściśle, że staje się on ciałem Jego ciała. Warunkiem tego zjednoczenia jest wiara, która jest darem otrzymanym od tegoż Ducha Świętego. Podobnie jak Marcin Luter, Kalwin uznawał, że poznanie jest nieodłącznym elementem wiary. Dokonuje się ono przez Słowo Boże i przesłanie Ewangelii. Nie jest to poznanie rozumowe ani uczuciowe, lecz egzystencjalne, dokonuje się całą istotą skierowaną ku Chrystusowi. Jak zauważył Louis Bouyer, w protestantyzmie Bóg, jego boska natura jest dla człowieka z zasady niepoznawalna. Świat i Bóg są nieodwołalnie skazani na istnienie wobec siebie w sposób ontologicznie zewnętrzny. Źródłem tej postawy jest nominalistyczna metafizyka Ockhama, filozofa schyłku średniowiecza.

## Wobec innych religii
Chrześcijańskie doświadczenie mistyczne wyróżnia osobowy charakter zjednoczenia z doświadczaną Rzeczywistością Boga, będącą w transcendencji wobec świata stworzonego. Wyróżniają je dwa elementy, często nieobecne w innych religiach:
- rzeczywistość Boga, z którą chrześcijanin jednoczy się w doświadczeniu mistycznym, jest transcendentna wobec samej duszy oraz świata naturalnego – kosmosu,
- istotą doświadczenia mistycznego jest zjednoczenie w miłości dwóch podmiotów; mimo ścisłego zjednoczenia, którego najwyższym stopniem jest małżeństwo duchowe (mistyczne), odrębność ontologiczna stworzenia i Stwórcy pozostaje trwale zachowana[8].

### Kontemplacja mistyczna a buddyjska nirwana
Jak zwracał uwagę Jan Paweł II w książce Przekroczyć próg nadziei, czasem porównuje się doświadczenie nirwany w buddyzmie do kontemplacji chrześcijańskiej, zwłaszcza w odniesieniu do drogi oczyszczenia wiary nauczanej przez Jana od Krzyża. Według Papieża różnica jest w tym, że droga opisywana przez hiszpańskiego doktora Kościoła nie prowadzi do oderwania się od siebie, lecz do zjednoczenia się z osobowym Bogiem. W oświeceniu buddyjskim nie ma mowy o przybliżaniu się do Boga, gdyż buddyzm jest w dużym stopniu systemem ateistycznym. Dalej, chrześcijańska droga do zjednoczenia z Bogiem nie dokonuje się jedynie przez oczyszczenie, ale przede wszystkim przez miłość – w życiu wierzącego działa żywy płomień miłości (taki też tytuł nosi główne dzieło św. Jana od Krzyża). Papież stwierdził, że kontemplacja chrześcijańska, do której prowadzi doktryna Jana od Krzyża, dokonuje się na poziomie nadprzyrodzonym, podczas gdy refleksje buddyjskie dotyczą poziomu przyrodzonego, dlatego:

Mistyka karmelitańska zaczyna się w tym miejscu, w którym kończą się rozważania Buddy i jego wskazówki dla życia duchowego.

Według dokumentu Kongregacji Nauki Wiary z 1989 r. nie można porzucać medytacji historii zbawienia, tego wszystkiego co Bóg uczynił i objawił szczególnie w Nowym Przymierzu, włączając w to np. pojęcie Trójjedynego Boga, który jest miłością, i zastępować to metodą medytacji, która prowadzi do wejścia w „nieokreśloną otchłań Boskości”. Dokument wskazał na Mistrza Eckharta jako na protagonistę takiej postawy.